# Архимед (батискаф)

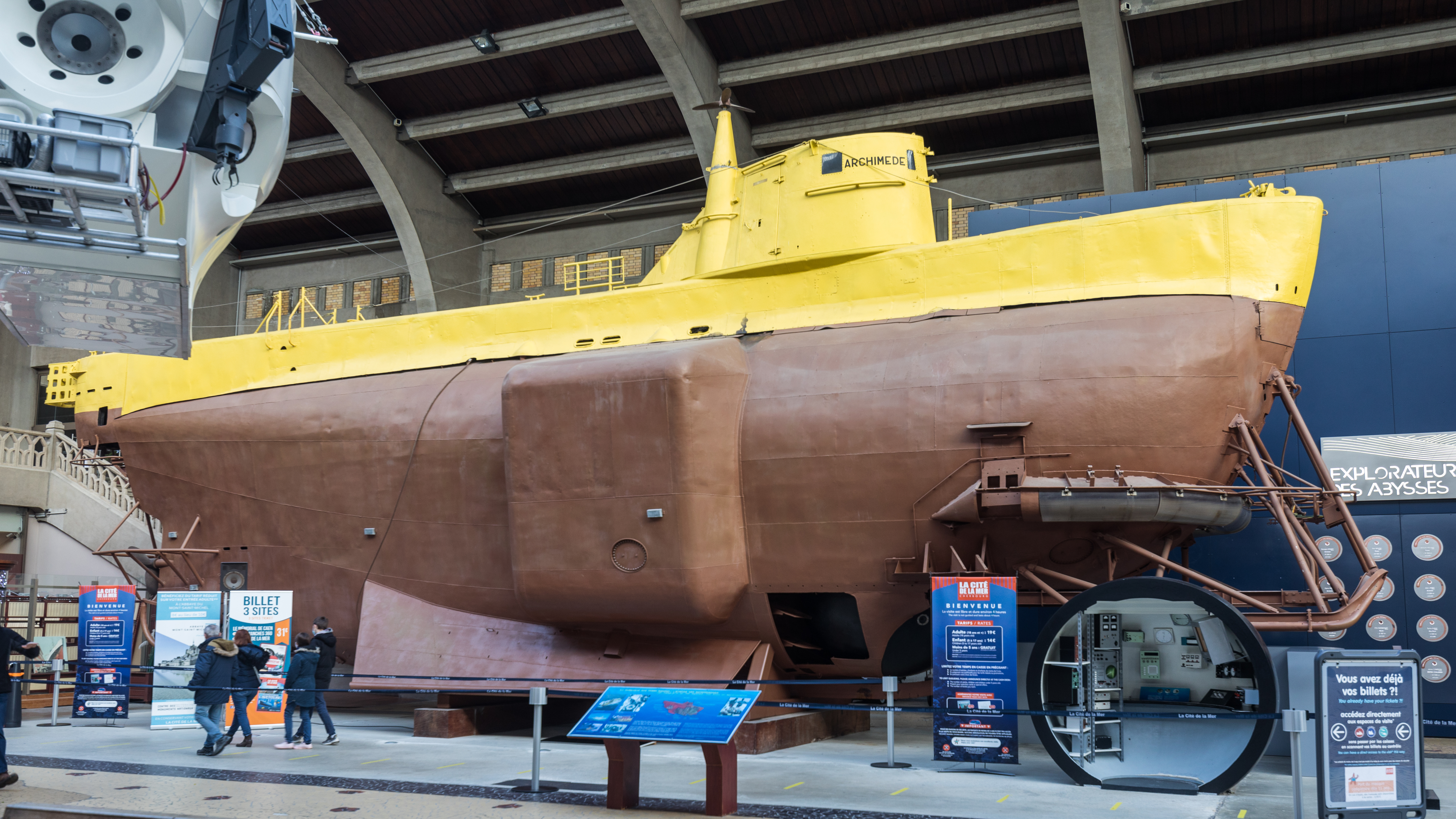
«Архимед» в музее

Архимед (Archimede) — батискаф ВМС Франции. Построен для замены батискафа FNRS-3. В 1969 году передан Национальному центру исследования океанов.
Разработка батискафа с предварительным названием B11000 (Bathyscaphe 11 000 метров) началось в 1957 году в арсенале Тулона. Финансирование осуществляли Национальный Центр Научных Исследований Франции (CNRS) и Бельгийский Национальный Фонд Научных Исследований (FNRS). Проектом руководил Пьер Вильм, значительное участие в проектировании принимал капитан FNRS-3 Жорж Уо. «Архимед» предназначался для погружения на дно Марианской впадины, однако батискаф «Триест» опередил «Архимеда», покорив «Бездну Челленджера» 23 января 1960 года.
28 июля 1961 года «Архимед» был спущен на воду, капитаном стал Жорж Уо. Первое погружение было проведено 5 октября на глубину 40 метров. В этом же году были проведены комплексные испытания аппарата в том числе с погружением на глубину 2400 метров.
В дальнейшем «Архимед» участвовал в экспедициях в Японию (1962 и 1967 годы, с погружением на глубину до 9545 метров в районе Курильских островов), в районе Пуэрто-Риканского жёлоба (1964 год, с погружением на глубину 8300 метров), в Грецию (1965 год, 5110 метров), в район Мадейры (1966 год) и Азорских островов (1969 год).
В 1968 году «Архимед» участвовал в поисках затонувшей у Тулона французский подводной лодки «Минерва», а 1970 году — в поисках подводной лодки «Эвридика».
«Архимеду» не довелось погрузиться на дно Марианской впадины, в 1974 году батискаф был выведен из эксплуатации и передан в резерв военно-морского арсенала, а в 2001 году передан в военно-морской музей французского города Шербур-Октевиль.

## Технические характеристики
- Гондола (материал — кованая никелехромомолибденовая сталь)
  - Диаметр — 2,1 метра
  - Толщина стенок — 15 сантиметров
  - Иллюминаторы — носовой и два боковых (с 1967 года для управления кроме иллюминатора использовалась и телекамера)
  - Диаметр шахты для посадки в гондолу — 1,2 метра
- Объём поплавка — 170 000 литров бензина
- Балласт — 19 тонн стальной дроби в 7 бункерах
- Двигатели:
  - Ходовой — 20 л. с.
  - Поворотный маневровый — 5 л. с.
  - Вертикальный маневровый — 5 л. с, привод на вертикальный винт (как у вертолёта), облегчающий маневрирование вблизи дна.
- Максимальная глубина погружения — 11 000 метров.

Гондола «Архимеда» была утоплена в поплавок, что уменьшало его габариты и увеличивало обтекаемость.
На батискафе было смонтировано большое количество научно-исследовательской аппаратуры, предназначенной для исследования параметров воды, течений, грунта и планктона. Функционировали фотокамеры (в том числе стереоскопическая).
Захватное устройство («механическая рука») позволяло поднимать предметы массой до 20 килограммов.